# 長島水辺のやすらぎパーク
長島水辺のやすらぎパーク（ながしまみずべのやすらぎパーク）は三重県桑名市にある観光施設。

## 概要
当地にあった久我家の屋敷を、旧長島町が「住民や観光客などの休憩施設とするとともに地域振興及び活性化を図る」ことを目的として2003年（平成15年）に譲り受けて整備したもので、隣接する長島川沿いの散策路との間に小規模な親水広場も整備されている。
久我家は増山家時代に長島藩の重職を務め、1872年（明治5年）には戸長に任命されて、町村制が施行された1888年（明治21年）まで長島など7村を治めた。現在残る屋敷は1879年（明治12年）に建てられたもので、ほぼ当時の原型をとどめる貴重な建物であるという。

## 施設利用
- 開館時間：9:00 - 16:30
- 休館日：毎週月曜日（月曜日が祝日・休日の場合は翌日）、年末年始
- 料金：無料（貸切は要料金・要予約）

## ギャラリー

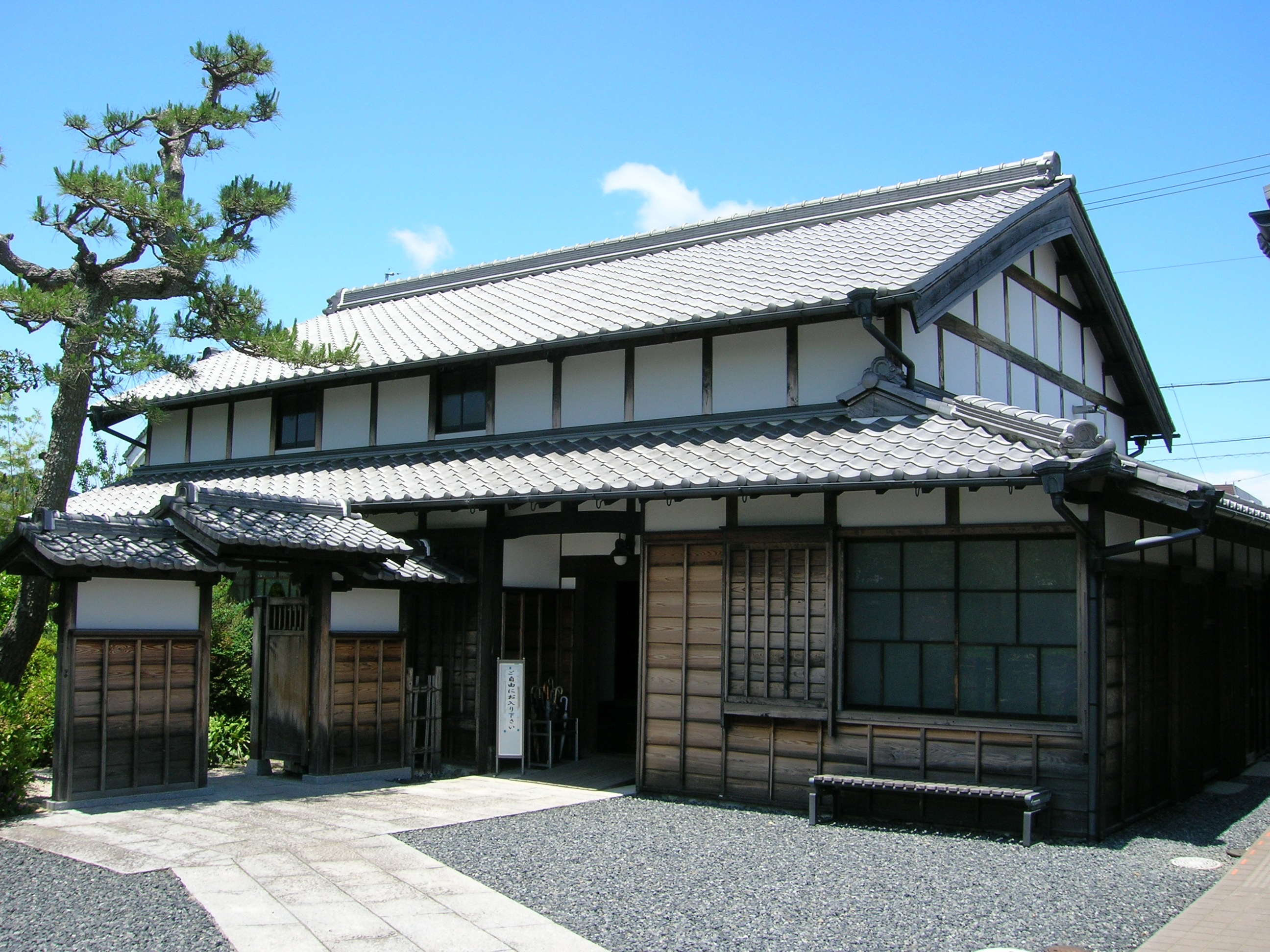
久我屋敷（外観）
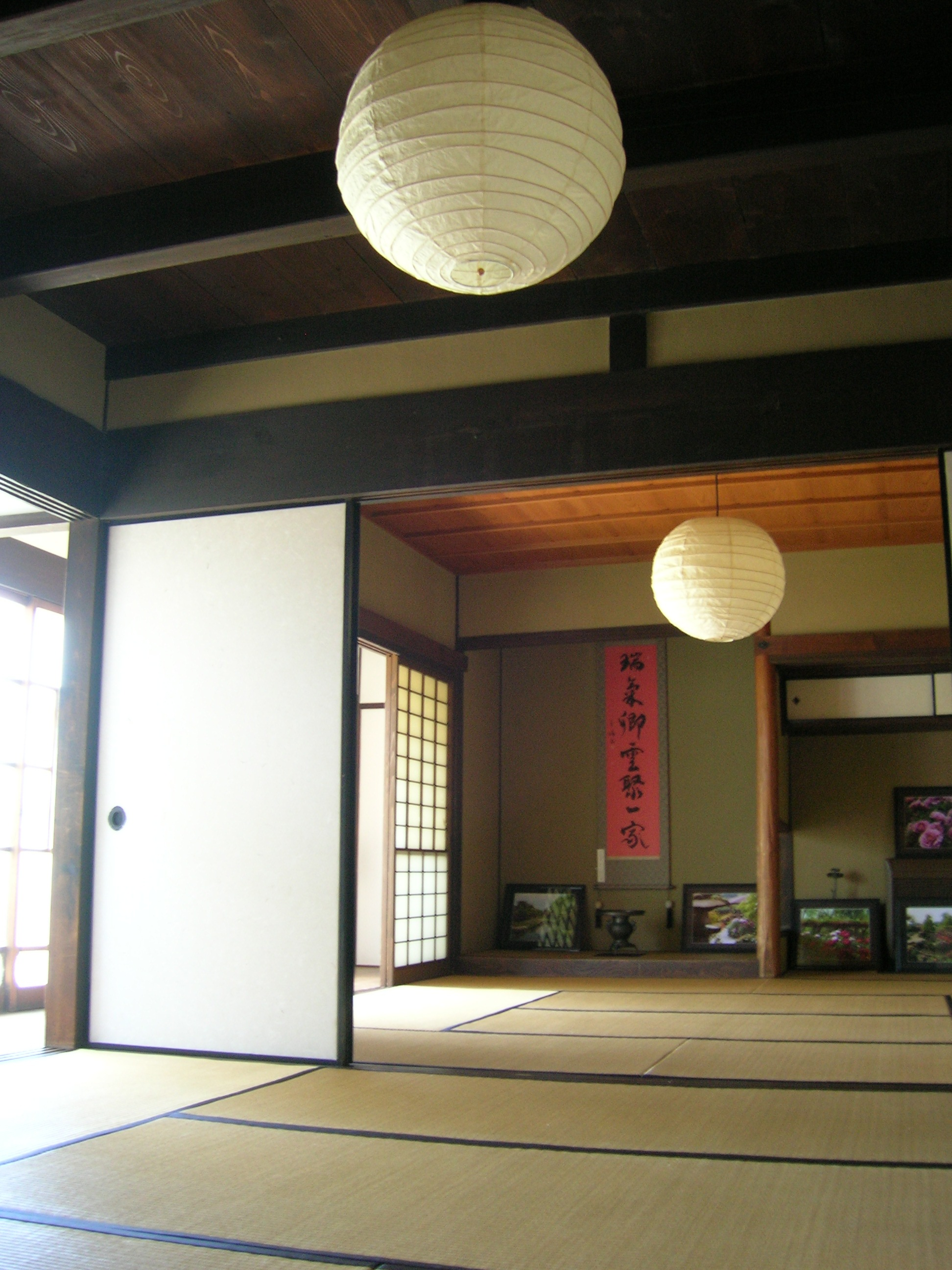
久我屋敷（内部）
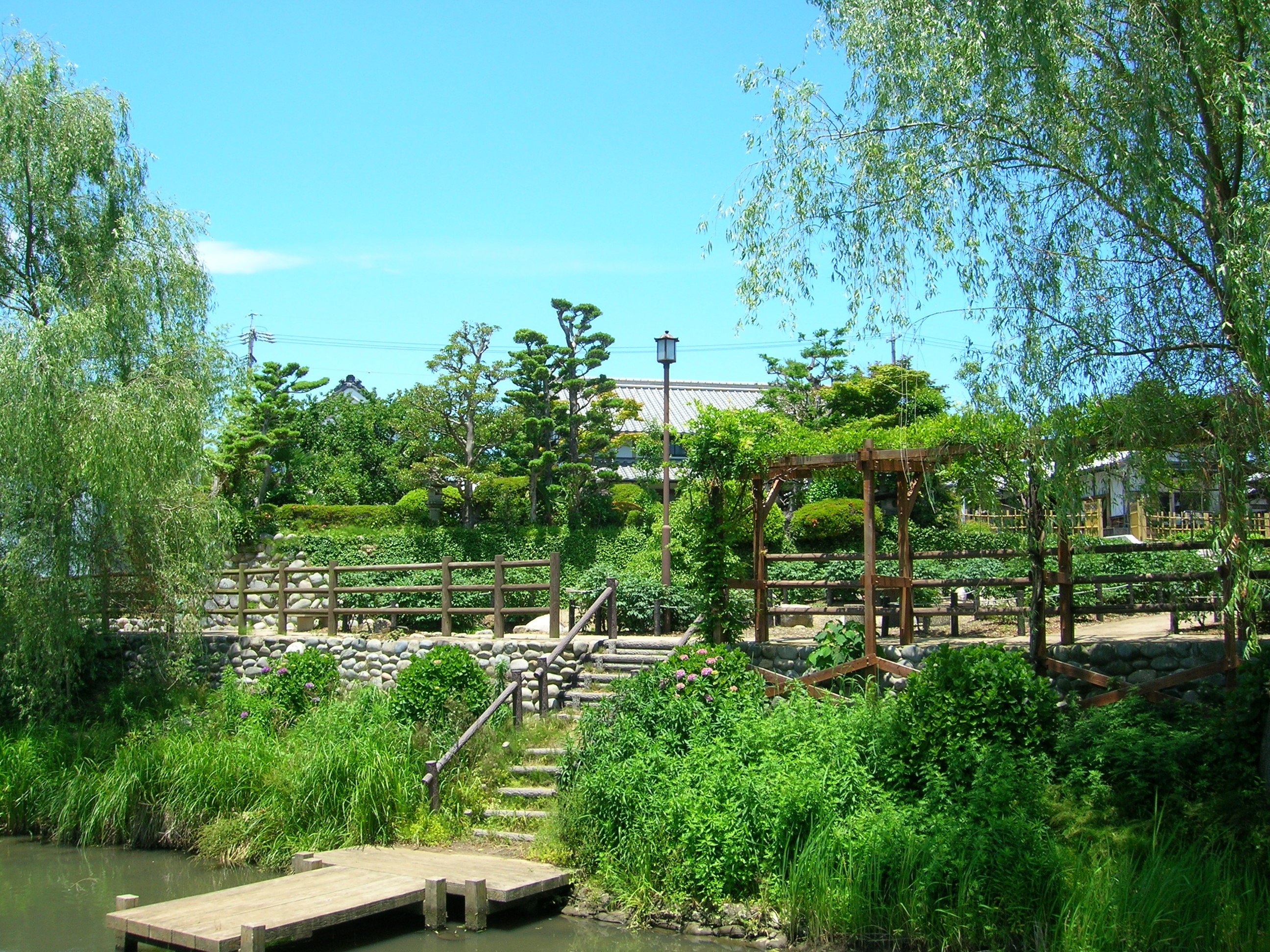
親水広場から見た久我屋敷
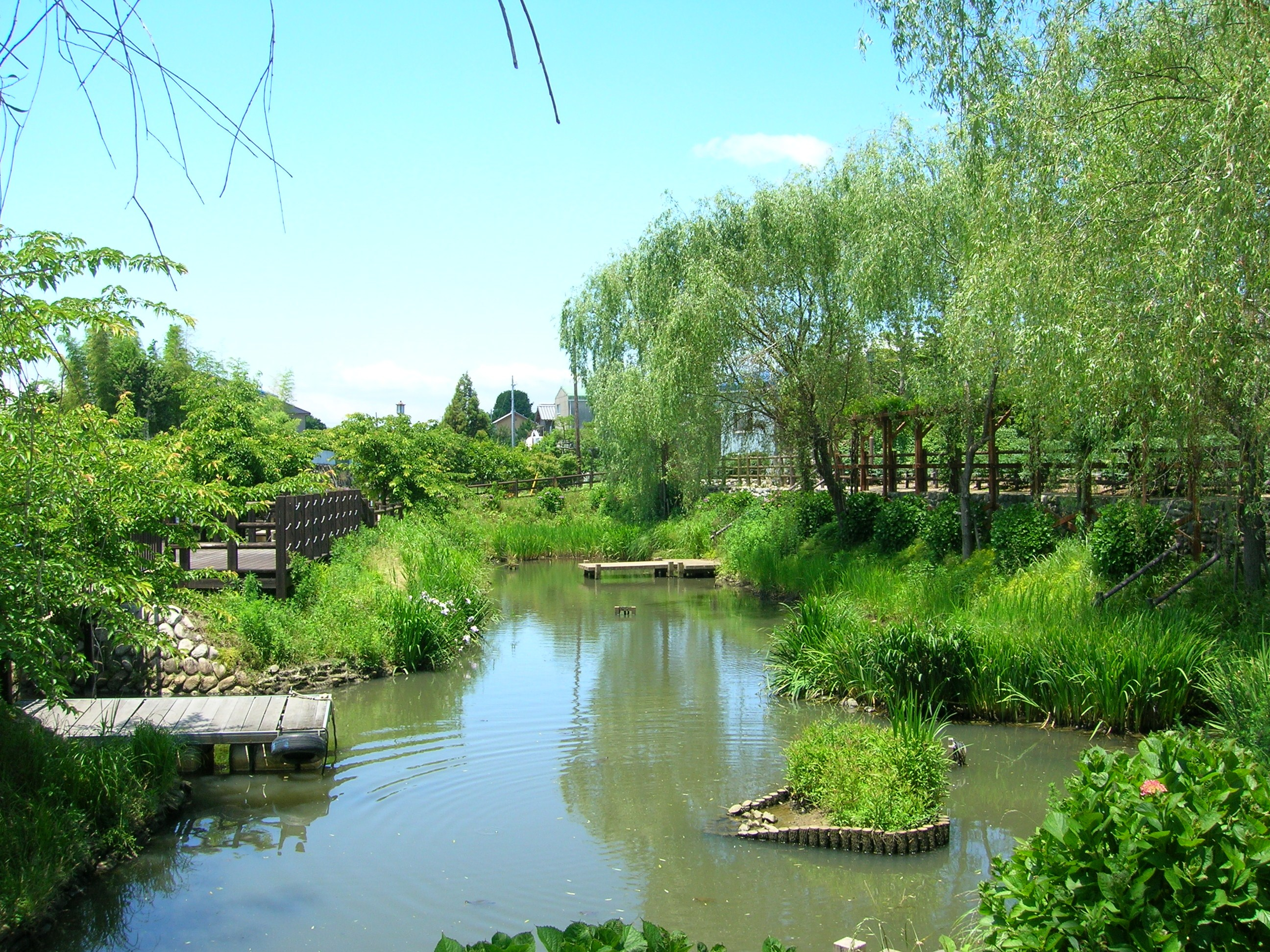
親水広場の池は長島川と繋がっている